# Episodi di Made for Love (prima stagione)
La prima stagione della serie televisiva Made for Love, composta da 8 episodi, è stata distribuita sulla piattaforma streaming HBO Max dal 1º al 15 aprile 2021.
In Italia, la stagione è stata trasmessa in prima visione sul canale satellitare Sky Serie il 13 dicembre 2021.
| n° | Titolo                             | Pubblicazione USA | Prima TV Italia  |
| -- | ---------------------------------- | ----------------- | ---------------- |
| 1  | User One                           | 1º aprile 2021    | 13 dicembre 2021 |
| 2  | I Want a Divorce                   | 1º aprile 2021    | 13 dicembre 2021 |
| 3  | I Want This Thing Out of My Head   | 1º aprile 2021    | 13 dicembre 2021 |
| 4  | I Want a New Life                  | 8 aprile 2021     | 13 dicembre 2021 |
| 5  | I Want a Lawyer                    | 8 aprile 2021     | 13 dicembre 2021 |
| 6  | I Want You to Give a F*** About Me | 8 aprile 2021     | 13 dicembre 2021 |
| 7  | I Want to Feel Normal              | 15 aprile 2021    | 13 dicembre 2021 |
| 8  | Let's Meet                         | 15 aprile 2021    | 13 dicembre 2021 |

## User One
- Diretto da: Stephanie Laing
- Scritto da: Alissa Nutting, Dean Bakopoulos, Patrick Somerville e Christina Lee

## I Want a Divorce
- Diretto da: Alethea Jones
- Scritto da: Alissa Nutting, Dean Bakopoulos, Patrick Somerville e Christina Lee

## I Want This Thing Out of My Head
- Diretto da: Alethea Jones
- Scritto da: Alissa Nutting e Sarah Solemani

## I Want a New Life
- Diretto da: Stephanie Laing
- Scritto da: Kim Steele e Sarah McCarron

## I Want a Lawyer
- Diretto da: Stephanie Laing
- Scritto da: Christina Lee

## I Want You to Give a F*** About Me
- Diretto da: Stephanie Laing
- Scritto da: Sarah McCarron e Sarah LaBrie

## I Want to Feel Normal
- Diretto da: Stephanie Laing
- Scritto da: Alissa Nutting

## Let's Meet
- Diretto da: Stephanie Laing
- Scritto da: Alissa Nutting, Patrick Somerville e Christina Lee